# الرفايف (سيدي يوسف)
الرفايف هو دُوَّار يقع بجماعة سيدي يوسف بن أحمد، إقليم صفرو، جهة فاس مكناس في المملكة المغربية. ينتمي الدوّار لمشيخة سيدي يوسف التي تضم 6 دواوير. يقدر عدد سكانه بـ 959 نسمة حسب الإحصاء الرسمي للسكان والسكنى لسنة 2004.

## روابط خارجية
- البوابة الوطنية للجماعات الترابية
- المندوبية السامية للتخطيط